# Ricardo Llopesa
Ricardo Llopesa (Masaya, Nicaragua, 13 de febrer de 1948 - València, 27 de juliol de 2018) fou un poeta i crític literari nicaragüenc.
Fill d'una costurera, Justa López, que tingué també dues filles: Chepita, costurera com ella, i Mayra, que estudià la carrera de magisteri, amb el suport d'aquestes, ja que la relació amb son pare fou escassa i poc amable, viatjà el 1965 a Madrid a estudiar medicina, però desistí al poc temps de començar i se n'anà a París per aprendre francés. Allí travà amistat amb el cònsol general de Nicaragua a França, Luis Felipe Ibarra, que li descobrí Rubén Darío, i per mediació del qual es relacionà amb alguns poetes llatinoamericans, entre ells Pablo Neruda i Miguel Ángel Asturias, i descobrí la seua vocació literària. El 1967, el cònsol li facilità una beca per a estudiar literatura a Grenoble, però Llopesa no hi pogué suportar el clima fred i el tarannà poc comunicatiu de la gent, i als pocs mesos decidí tornar-se'n a Espanya. Per recomanació d'Ibarra, es dirigí a València, i en aquesta ciutat s'aclimatà de seguida, fins al punt que hi residí durant la resta de la seua vida. Començà d'estudiar filosofia, poc després ho deixà per començar periodisme, i finalment es matriculà en filologia, però mai no aconseguí compaginar aquestes disciplines amb la seua inclinació per la vida bohèmia. Es casà el 29 de setembre de 1974 amb Rosa Quilis, i tingueren dos fills, Mireya i Nacho. Aficionat a la gastronomia típica del seu país, obrí un restaurant nicaragüenc a València, llavors l'únic d'Europa en aquesta especialitat. Al mateix temps, escrivia els seus primers contes i poemes, alguns dels quals publicà en la revista Poesía Hispánica, i investigava la literatura modernista; arribà a ser considerat com un dels millors especialistes en l'obra de Rubén Darío, a la qual dedicà diversos estudis i edicions i en donà a conéixer textos inèdits. El 1991 fundà la revista literària Ojuebuey, el 1993 l'Instituto de Estudios Modernistas (IEM) i les edicions de «La torre de papel», i a partir de l'any següent fou un dels animadors habituals de la nombrosa tertúlia literària que es reunia a la cerveseria Madrid. Des del 1997 fou membre corresponent de l'Academia Nicaragüense de la Lengua.

## Obres
Narrativa i poesia
- Vida breve. València: IEM, 1994.
- Hospital provincial. València: IEM, 1996.
- Homenajes. València: IEM, 1996.
- Cancionero. València: IEM, 1997.
- Murmullos. València: IEM, 1999.
- Paraíso terrenal. València: IEM, 2001.
- Oración fúnebre. València: IEM, 2003.

Assaigs, estudis i antologies
- Nueve poetas contemporáneos de Nicaragua: antología. València: Ojuebuey, 1991.
- Primera antologia: La torre de papel (1990-1995). València: IEM, 1996.
- Rubén Darío en Nueva York. València: IEM, 1997.
- Poetas valencianos del 90: antología y diccionario. València: IEM, 2000.
- Modernidad y modernismo. València: IEM, 2000.
- Lectura de Azul. València: IEM, 2001.
- El ojo del sol: ensayo sobre literatura nicaragüense. València: IEM, 2004.
- Iluminados y perversos. València: IEM, 2007.
- Relaciones de Rubén Darío en Europa. València: IEM, 2010.
- Manual del escritor de relatos breves. València: IEM, 2015.
- Versos que cambiaron la poesía. València: IEM, 2016.
- Poesía antimodernista. València: IEM, 2016

Edicions d'obres de Rubén Darío
- Poesías inéditas, Madrid, Visor, 1988.
- Prosas profanas, Madrid, Espasa Calpe, 1998.
- El canto errante, València: IEM, 2006.
- Azul, Madrid: Universitat d'Alcalà, 2008.
- Sonetos completos, Madrid: Visor, 2011.